# Таурин
Таури́н (2-аминоэтансульфоновая кислота) — сульфокислота (серосодержащая аминокислота), образующаяся в организме из цистеина и метионина, относится к заменимым или условно незаменимым аминокислотам.
Таурин распространён в пище, он содержится во всех продуктах животного происхождения и в некоторых растительных продуктах. В большинстве продуктов растительного происхождения, в частности, в злаках, содержание таурина минимально, из-за чего у вегетарианцев может возникнуть дефицит таурина.

## Этимология названия
Название «таурин» происходит от лат. taurus («бык»), так как он впервые был получен из бычьей желчи немецкими учёными Фридрихом Тидеманом и Леопольдом Гмелином в 1827 году.

## Физические и химические свойства
Таурин — белый кристаллический порошок, он плавится с разложением, хорошо растворим в воде, плохо — в большинстве органических растворителей. Молекула таурина содержит кислую сульфогруппу SO3H (pH 1,5) и основную аминогруппу NH2 (pH 8,74), изоэлектрическая точка в водных растворах составляет 5,12. В физиологических условиях (pH 7,3) степень ионизации сульфогруппы составляет 100 %, аминогруппы — 96,3 %, то есть таурин в таких условиях практически полностью существует в виде цвиттер-иона.

## Биохимия таурина
Таурин образуется в организме при ферментативном окислении сульфгидрильной группы SH цистеина с участием цистеиндиоксигеназы до цистеинсульфиновой кислоты:
{\displaystyle {\ce {HSCH2CH(NH2)COOH -> HO2SCH2CH(NH2)COOH}}}
с последующим декарбоксилированием цистеинсульфиновой кислоты в гипотаурин:
{\displaystyle {\ce {HO2SCH2CH(NH2)COOH -> HO2SCH2CH2NH2}}}
и окислением гипотаурина в таурин:
{\displaystyle {\ce {HO2SCH2CH2NH2 -> HO3SCH2CH2NH2}}}.

Биохимические преобразование цистеина в таурин

Кроме того, некоторые микроскопические водоросли, растущие куриные эмбрионы и куриная печень, производят таурин из серина и сульфатов.

## Биологическая роль
Таурин играет важную роль в физиологии человека. Он необходим для конъюгирования желчных кислот в печени, а они в свою очередь способствуют всасыванию из кишечника пищевых липидов и жирорастворимых витаминов, а также действуют в удалении холестерина с желчью.
Биологические свойства таурина:
- один из основных антиоксидантов;
- противовоспалительный фактор;
- антиапоптотический фактор;
- физиологический стабилизатор клеточных мембран;
- регулятор передачи сигналов ионами кальция, гомеостаза жидкости в клетках
- регулятор активности фоторецепторов сетчатки;
- стимулятор неврологического развития;
- ингибирующий нейротрансмиттер в центральной нервной системе — компонент проводимости в нервной и мышечной системах;
- регулятор гомеостаза жидкости в клетках — вносит вклад в осморегуляцию клеток[2].

В целом таурин способствует улучшению энергетических процессов, стимулирует регенеративные процессы в клетках и тканях, стимулирует нервную систему, оказывает благотворное воздействие на сердечно-сосудистую систему в целом и сердечную мышцу в частности.
С возрастом у мышей, обезьян и людей происходит снижение концентрации таурина в крови. В опытах на мышах обнаружено, что компенсация этой потери добавкой таурина может отсрочить развитие возрастных проблем со здоровьем, защищая от абдоминального ожирения, гипертонии, воспаления и диабета 2-го типа.
Таурин не влияет на риск инсульта.
Большинство млекопитающих способно к биосинтезу таурина, однако у кошек активность ферментативной системы, декарбоксилирующей цистеинсульфиновую кислоту, низкая, и для них таурин является незаменимой сульфокислотой, дефицит которой приводит к дегенерации сетчатки и кардиомиопатии.

## Дефицит таурина
При недостатке таурина в организме человека добавка его в рацион оказывает положительный эффект при лечении эпилепсии, тканевой ишемии, ожирения, сахарного диабета 2-го типа, артериальной гипертензии, застойной сердечной недостаточности, инфаркте миокарда, а также у больных, получавших метотрексат и при алкоголизме. Кроме того, восполнение дефицита таурина оказывает благоприятное действие на сосуды курильщиков. Приём таурина не влияет на состояние здоровья при отсутствии его дефицита в организме.

## Фармакологические свойства
Таурин оказывает при субконъюнктивальном введении ретинопротекторное, противокатарактное, а также метаболическое действие при местном введении. При системном воздействии таурин не только оказывает метаболическое действие, но и обладает гепатопротекторным действием, кардиотоническими и гипотензивными свойствами.
У мышей и крыс таурин способствует образованию новых клеток в гиппокампе — области мозга, связанной с памятью. Также у крыс он способствует восстановлению функций мозга при закрытых травмах головы.
О. Кристоферсен в 2012 году обнаружил радиопротекторное действие таурина в экспериментах на животных, но механизм такого действия таурина непонятен.
Таурин стимулирует развития одного из вариантов рака крови — миелоидного лейкоза и препятствует развитию рака желудка.

## Получение
В промышленном синтезе таурина исходным веществом является этаноламин — продукт крупнотоннажного органического синтеза.
На первой стадии этаноламин этерифицируется серной кислотой:
{\displaystyle {\ce {HOCH2CH2NH2 + H2SO4 -> HO3SOCH2CH2NH2}}}.
Затем под действием едкого натра этаноламинсульфат образует азиридин:
{\displaystyle {\ce {HO3SOCH2CH2NH2 + NaOH -> (CH2)2NH}}}.
На последней стадии проводится присоединение к азиридину сернистой кислоты под действием сульфита натрия в кислой среде:
{\displaystyle {\ce {(CH2)2NH + H2SO3 -> HO3SCH2CH2NH2}}}.
Основные мощности по производству таурина в настоящее время (2006 год) находятся в Юго-Восточной Азии, уровень цен колеблется от 3 (в Китае) до 5—12 долларов США за 1 кг (в Европе).

## Применение

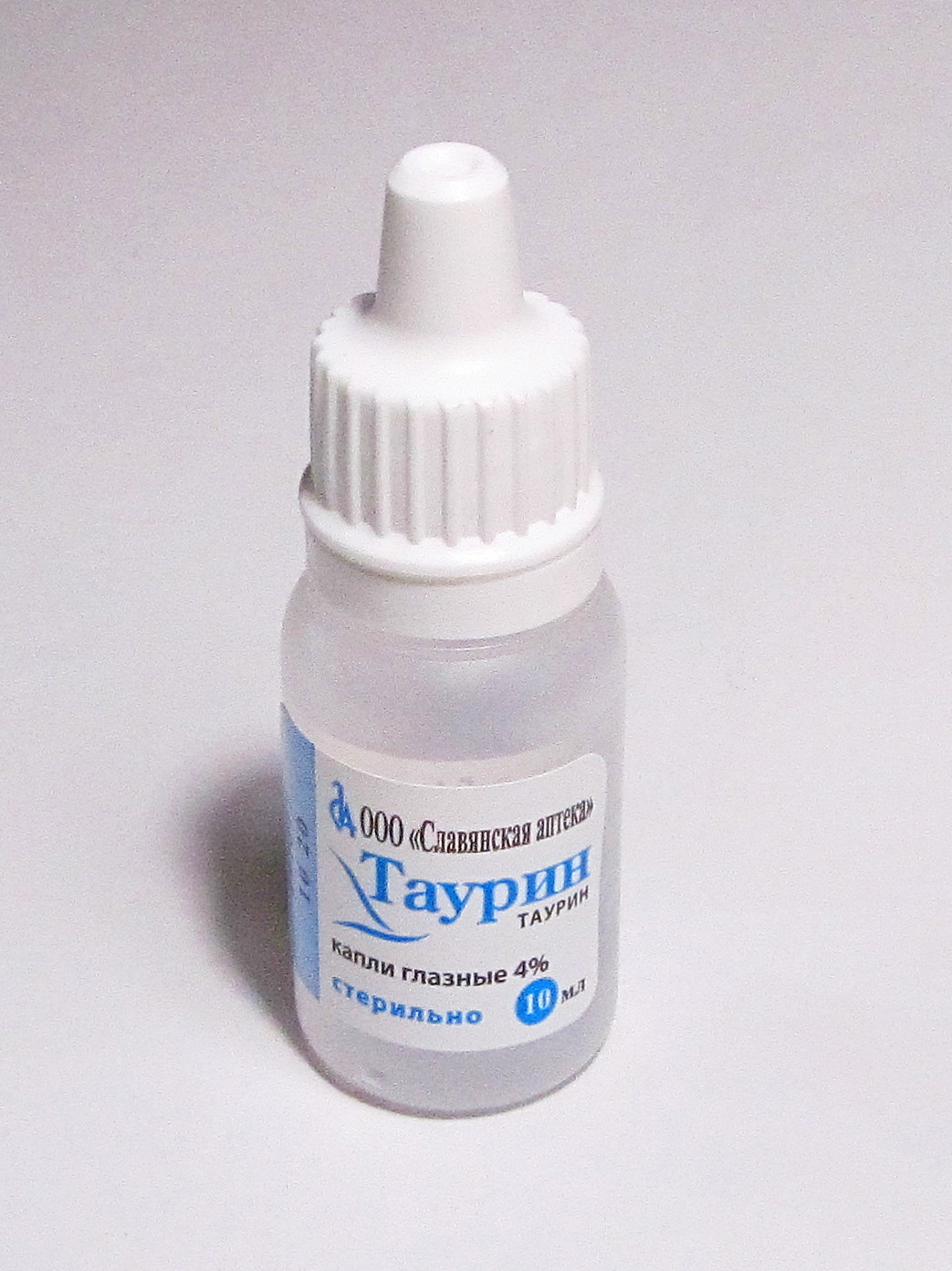
Таурин (глазные капли)

Таурин используется в качестве пищевой добавки при выявленном его недостатке, входит в состав смесей для кормления детей, энергетических напитков и специализированного спортивного питания, добавляется в тонизирующие безалкогольные и слабоалкогольные газированные напитки.
Продукты с повышенным содержанием таурина или биологически активные добавки с таурином используются в диетическом питании при лечении заболеваний мышц, центральной нервной системы и сердечно-сосудистой системы — митохондриальных заболеваний, в том числе митохондриальной энцефалопатии, лактоацидоза и инсультоподобных эпизодов, сахарного диабета 2-го типа, воспалительных заболеваний (преимущественно — артрита).

### Эффекты передозировки таурина и вопросы безопасности
При соблюдении рекомендуемой дозировки — до 3 граммов в сутки — таурин не вызывает побочных эффектов у здорового взрослого человека, но людям с болезнями почек, желудочно-кишечного тракта, язвенной болезнью желудка и двенадцатиперстной кишки его употребление не рекомендуется.

### Применение в офтальмологии
Для медицинского применения выпускается в виде 4% водного раствора (глазные капли) под названием "Таурин". Применяют при дистрофических поражениях сетчатой оболочки глаза, дистрофиях роговицы, катарактах и как средство стимуляции восстановительных процессов при травмах роговицы.